# Pœuilly
Pœuilly oder Poeuilly (picardisch: Peilly) ist eine französische Gemeinde mit 104 Einwohnern (Stand 1. Januar 2022) im Département Somme in der Region Hauts-de-France im Norden von Frankreich. Die im Vermandois gelegene Gemeinde gehört zum Kanton Péronne.

## Geographie
Die Gemeinde liegt rund 14 Kilometer südöstlich von Péronne an der Départementsstraße 1029 (alte Route nationale 29), die zum System der Chaussée Brunehaut gehört, unmittelbar an der Grenze zum Département Aisne.

## Geschichte
Die Gemeinde erhielt als Auszeichnung das Croix de guerre 1914–1918.

## Einwohner
| 1962 | 1968 | 1975 | 1982 | 1990 | 1999 | 2006 | 2010 |
| ---- | ---- | ---- | ---- | ---- | ---- | ---- | ---- |
| 88   | 88   | 86   | 75   | 107  | 105  | 104  | 100  |

## Verwaltung
Bürgermeister (maire) ist seit 1995 Daniel Voiret.

## Sehenswürdigkeiten

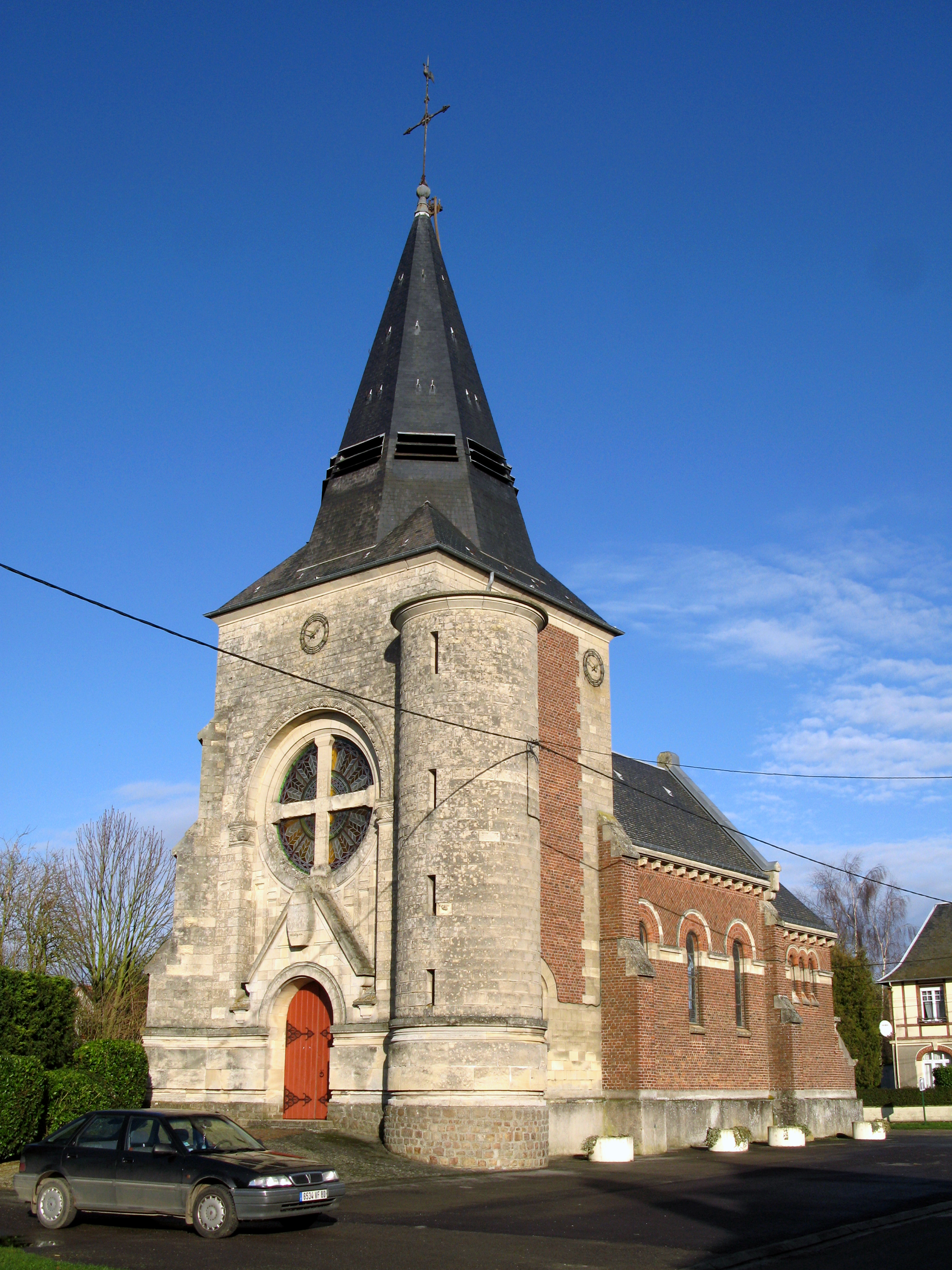
Kirche Saint-Éloi

- Kirche Saint-Éloi
- Mairie